# Studia Troica
Studia Troica war eine Fachzeitschrift der Altertumskunde, Klassischen Archäologie und deren Hilfswissenschaften. Schwerpunkt der Jahresschrift bildeten die Berichte zur Ausgrabung von Troja. Publikationssprache war Deutsch und Englisch. Der erste Band erschien 1991, 2011 wurde die Zeitschrift eingestellt.

## Ausgaben
- Studia Troica. Eberhard Karls Universität Tübingen/University of Cincinnati. von Zabern, Mainz Band 1, 1991 – 19, 2011, ISSN 0942-7635